# 村井ジュン
村井 𠄤（むらい じゅん、男性、1897年6月27日 - 1970年3月26日）は、日本人のキリスト教伝道者。イエス之御霊教会の創始者。

## 経歴
1897年に鹿児島県でメソジスト教会の牧師村井競の子として生まれる。
青山学院神学部を中退し、単身で伝道生活に入る。後に日本聖書教会の牧師になる。
1940年にアッセンブリーズ・オブ・ゴッドから独立する。
1941年にイエス之御霊教会を設立する。
1970年3月26日死去。

## 著作
- 『聖書神學』
- 『教会案内』
- 『基督教ご案内 世々の経綸』

## 外部リン[1]ク
- 村井𠄤 - ウェイバックマシン（2004年5月23日アーカイブ分）

1. ↑  “アール・ブール師略年譜及び沖縄キリスト教史関係”.   University of the Ryukyus Library. 2020年3月1日閲覧。[リンク切れ]